# United States-klass
United States-klass var en fartygsklass om fem fartyg för USA:s flotta som planerades strax efter andra världskriget. Bara det första fartyget i klassen, USS United States (CVA-58) började byggas, men bygget avbröts mindre än en vecka efter att det kölsträckts. Samtliga fem fartyg avbeställdes efter enrådigt beslut av USA:s nytillträdde försvarsminister Louis A. Johnson. Beslutet väckte ont blod hos flottan och var den utlösande faktorn bakom den försvarspolitiska strid som kallades för amiralernas revolt.

## Bakgrund
I och med atombombningen av Hiroshima och Nagasaki hade ett nytt vapen dykt upp som i ett slag förändrade förutsättningarna för modern krigföring. Den första generationens atombomber var både stora och tunga och det enda sättet att transportera dem till ett eventuellt mål var med ett tungt bombflygplan. Flottans hangarfartyg var dock för små för att tunga bombflygplan skulle kunna starta och landa på dem. De B-25:or som användes i Doolittleräden var de största flygplan som dittills hade baserats på hangarfartyg, men deras lastkapacitet var bara en tredjedel av vad som krävdes för att lyfta en atombomb motsvarande Little Boy och deras räckvidd var bara 2 000 km. För att kunna bidra i ett framtida kärnvapenkrig behövde flottan ett bombflygplan med en kapacitet någonstans mellan B-17 och B-29, helst också jetdrivna, samt hangarfartyg stora nog att kunna operera sådana flygplan.

## Konstruktion

Ritning över ”Projekt 6A” med konturer av Lockheed P2V Neptune utsatta. Med en spännvidd på drygt 30 meter var Neptune fortfarande mindre än de tunga bombflygplan som fartygsklassen var designad för.

United States-klassen skulle ha blivit de första ”superhangarfartygen”. Jämfört med den tidigare Midway-klassen skulle United States ha blivit 75 % tyngre och med ett 70 % större flygdäck. Till skillnad från de flesta andra hangarfartyg skulle United States-klassen ha blivit helt flushdäckad utan uppstickande skorstenar, master eller överbyggnad som skulle kunna utgöra hinder för stora flygplan. Skorstenar och kontrolltorn gjordes teleskopiska, så att de kunde höjas över flygdäck vid behov, och radiomasterna gjordes fällbara. I likhet med tidigare hangarfartyg skulle flygplanen startas med hjälp av katapulter, men där tidigare hangarfartyg bara hade två katapulter längst fram skulle United States även ha två katapulter längre bak vinklade utåt. Till en början räknade man med att bombflygplanen skulle vara för stora för att rymmas på hangardäck och att hangardäck och hissar därför skulle vara onödiga. Efter hand ändrades designen att inkludera hangardäck och hissar för jaktflygplan som både skulle skydda hangarfartyget från luftangrepp och eskortera bombflygplanen. Utvecklingsarbetet leddes av amiral Marc Mitscher.

## Avbeställning och kontrovers

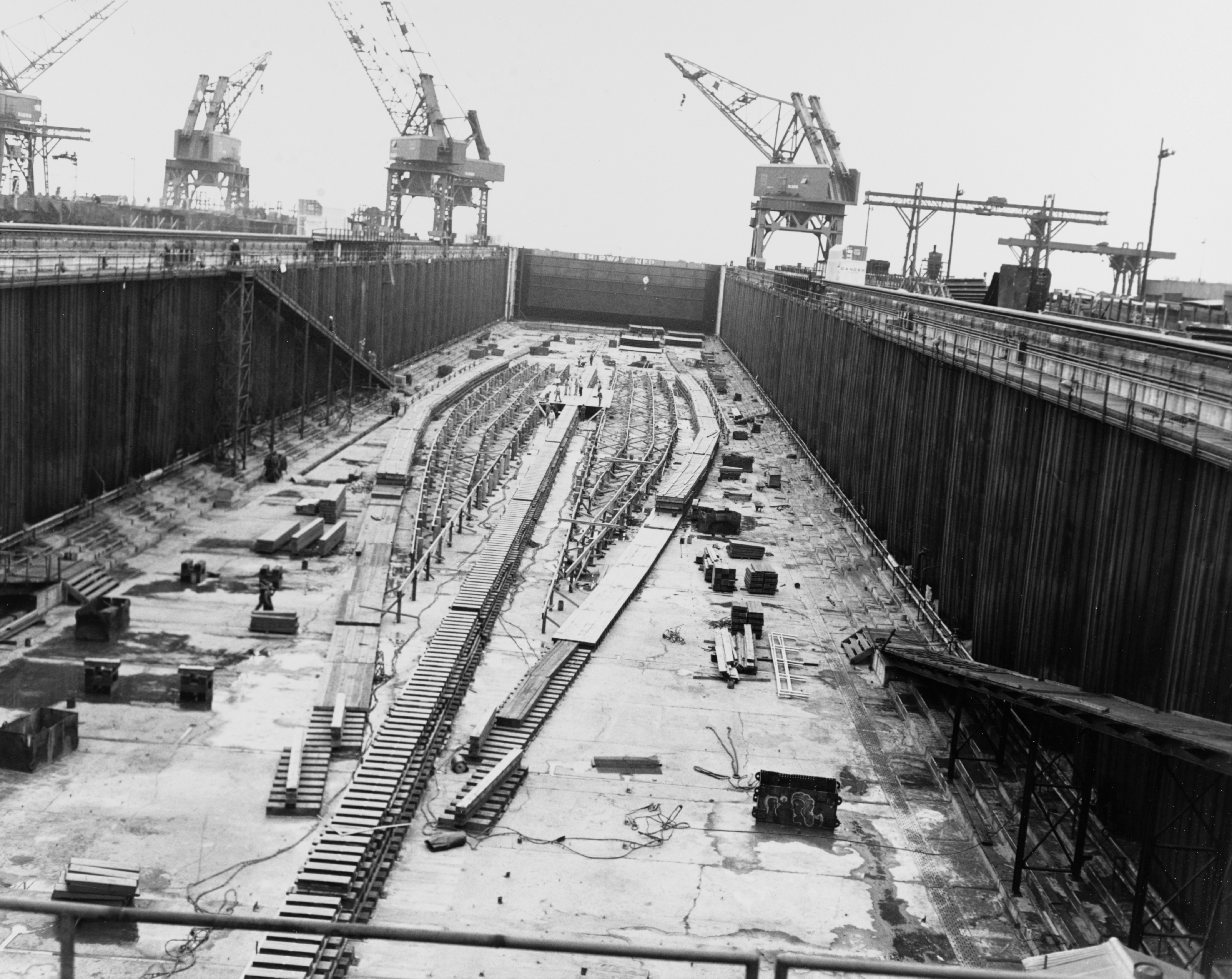
Kölen till USS United States strax innan bygget avbröts.

Från det att USA:s flygvapen bildades hade flygvapenministern Stuart Symington drivit linjen att USA:s kärnvapenförmåga skulle upprätthållas av Strategiska flygkommandot. En ganska okontroversiell linje så länge flygvapnet var den enda vapengren som hade praktisk möjlighet att använda kärnvapen. Symington och flygvapenstabschefen Hoyt Vandenberg såg United States-klassen som en direkt utmaning mot den linjen. Så länge James Forrestal var USA:s försvarsminister hade flottan hans stöd för projektet, men så snart Louis Johnson tog över såg han till att United States-klassen avbeställdes. Syftet var att genomföra de av Harry S. Truman begärda besparingarna i försvarsbudgeten. Även flygvapnet och armén drabbades av nedskärningar, men i flottans ögon var det inte bara nedskärningar utan även ett försök att marginalisera flottan. Ett anonymt brev skickades till flera kongressledamöter med falska anklagelser om flygvapnets upphandling av B-36. Anklagelserna ledde till senatsförhör där flera höga marinofficerare öppet kritiserade Truman-administrationens försvarspolitik.

## Efterföljare
Drygt ett år efter att bygget av USS United States hade avbrutits bröt Koreakriget ut. Det innebar dels ett slut på nedskärningarna inom krigsmakten, men det visade också på ett fortsatt behov av att kunna utkämpa krig med konventionella medel och inte bara förlita sig på kärnvapen. Hangarfartygen i Essex-klassen gjorde betydande insatser i kriget. Samtidigt deltog de nyaste hangarfartygen i Midway-klassen inte alls i den konflikten. Midway-klassen var de enda fartyg som var stora nog att härbärgera North American AJ Savage och de var därför reserverade för rollen som kärnvapenbärare, samma roll som USS United States var tänkt för. Det blev nu uppenbart att hangarfartyg konstruerade för en enda uppgift löpte stor risk att bli oanvändbara i en framtida konflikt. Framtidens hangarfartyg behövde vara tillräckligt flexibla att klara alla uppgifter.
Erfarenheterna från Koreakriget, från den skrotade United States-klassen och från Midway-klassens sjöpattrulleringar togs tillvara och kombinerades i en ny klass av hangarfartyg; Forrestal-klassen. Fartygen i Forrestal-klassen var nästan lika stora som USS United States, men till skillnad från United States var de inte avsedda att bära tunga bombflygplan. Eftersom andra generationens kärnvapen var betydligt mindre och lättare än Little Boy kunde attackflygplan som  AJ Savage och efterföljaren A3D Skywarrior bära kärnvapen samtidigt som de tog betydligt mindre plats ombord på hangarfartyg. Tack vare ett vinklat flygdäck behövdes inte heller problemtyngda tekniska lösningar som teleskopiska skorstenar och kommandobrygga användas samtidigt som flygdäckets yta kunde utnyttjas mer effektivt.

## Fotnoter
1. ↑  Jämförelsen gäller fartygens ursprungliga utförande. Fartygen i Midway-klassen fick senare även de ett 40 % större flygdäck.